# Elezioni parlamentari in Finlandia del 1922
Le elezioni parlamentari in Finlandia del 1922 si tennero il 1º luglio per il rinnovo dell'Eduskunta.

## Risultati
| Liste                                                  | Voti    | %     | Seggi | Differenza | Differenza | Differenza |
| Liste                                                  | Voti    | %     | Seggi | Voti       | %          | Seggi      |
| ------------------------------------------------------ | ------- | ----- | ----- | ---------- | ---------- | ---------- |
| Partito Socialdemocratico Finlandese                   | 216.861 | 25,06 | 53    | -148.185   | -12,9      | -27        |
| Lega Agraria                                           | 175.401 | 20,27 | 45    | -13.896    | +0,6       | +3         |
| Partito di Coalizione Nazionale                        | 157.116 | 18,15 | 35    | +6.098     | +2,4       | +7         |
| Comitato Centrale Elettorale dei Lavoratori Finlandesi | 128.181 | 14,81 | 27    | –          | –          | –          |
| Partito Popolare Svedese                               | 107.414 | 12,41 | 25    | -9.168     | +0,3       | +3         |
| Partito Progressista Nazionale                         | 79.676  | 9,21  | 15    | -43.414    | -3,6       | -11        |
| Altri                                                  | 772     | 0,09  | –     | -15.296    | -1,6       | -2         |
| Totale                                                 | 865.421 |       | 200   | -95.680    |            |            |